# 로버트 크리스트가우
로버트 토마스 크리스트가우(영어: Robert Thomas Christgau, 1942년 4월 18일~)는 미국의 수필가이자, 음악 저널리스트이자 자타공인 "미국 록 비평가"이다. 초기 전문 록 비평가들 중 한 명으로, 그는 37년 간 주요 음악 비평매체에 비평을 썼으며, 그가 연간 잡지 "Pazz & Jop"을 창간하던 당시 The Village Voice에서 편집장으로 지냈다.